# Anthurium eichleri
Anthurium eichleri är en kallaväxtart som beskrevs av Adolf Engler. Anthurium eichleri ingår i släktet Anthurium och familjen kallaväxter. Inga underarter finns listade.